# غاري ونايت
غاري ونايت (بالإنجليزية: Gary Knight)‏ (20 يوليو 1950 في أستراليا - ) هو لاعب كريكت أسترالي. لعب مع فريق تسمانيا للكريكت.

## وصلات خارجية
- غاري ونايت على موقع إي آس بي آن كريك إنفو (الإنجليزية)